# Bălțata, Argeș
Bălțata este un sat în comuna Cuca din județul Argeș, Muntenia, România.